# Cộng hòa Congo (Léopoldville)
Cộng hòa Congo (tiếng Pháp: République du Congo) là một quốc gia có chủ quyền ở Trung Phi, được thành lập khi Congo thuộc Bỉ giành độc lập vào năm 1960. Từ năm 1960 đến 1966, quốc gia này còn được gọi là Congo-Léopoldville (theo tên thủ đô) để phân biệt với nước láng giềng phía tây bắc, cũng mang tên Cộng hòa Congo, với cách gọi khác "Congo-Brazzaville". Năm 1964, tên chính thức của nhà nước được đổi thành Cộng hòa Dân chủ Congo, nhưng hai nước vẫn tiếp tục được phân biệt bởi thủ đô của họ; với việc đổi tên Léopoldville thành Kinshasa vào năm 1966, nó còn được gọi là Congo-Kinshasa. Sau khi tổng tư lệnh quân đội quốc gia Joseph Désiré Mobutu nắm quyền kiểm soát chính phủ, Cộng hòa Dân chủ Congo trở thành Cộng hòa Zaire vào năm 1971. Nó lại trở thành Cộng hòa Dân chủ Congo vào năm 1997. Giai đoạn từ 1960 đến 1964 được gọi là Đệ Nhất Cộng hòa Congo.

## Quốc kỳ và quốc huy

Quốc kỳ (1960–1963)
Quốc kỳ (1963–1966)Quốc kỳ (1963–1966)
Quốc kỳ (1966–1971)
Quốc huy (1960–1963)
Quốc huy (1963–1971)Quốc huy (1963–1971)